# Lista celor mai înalte turnuri cu ceas din lume

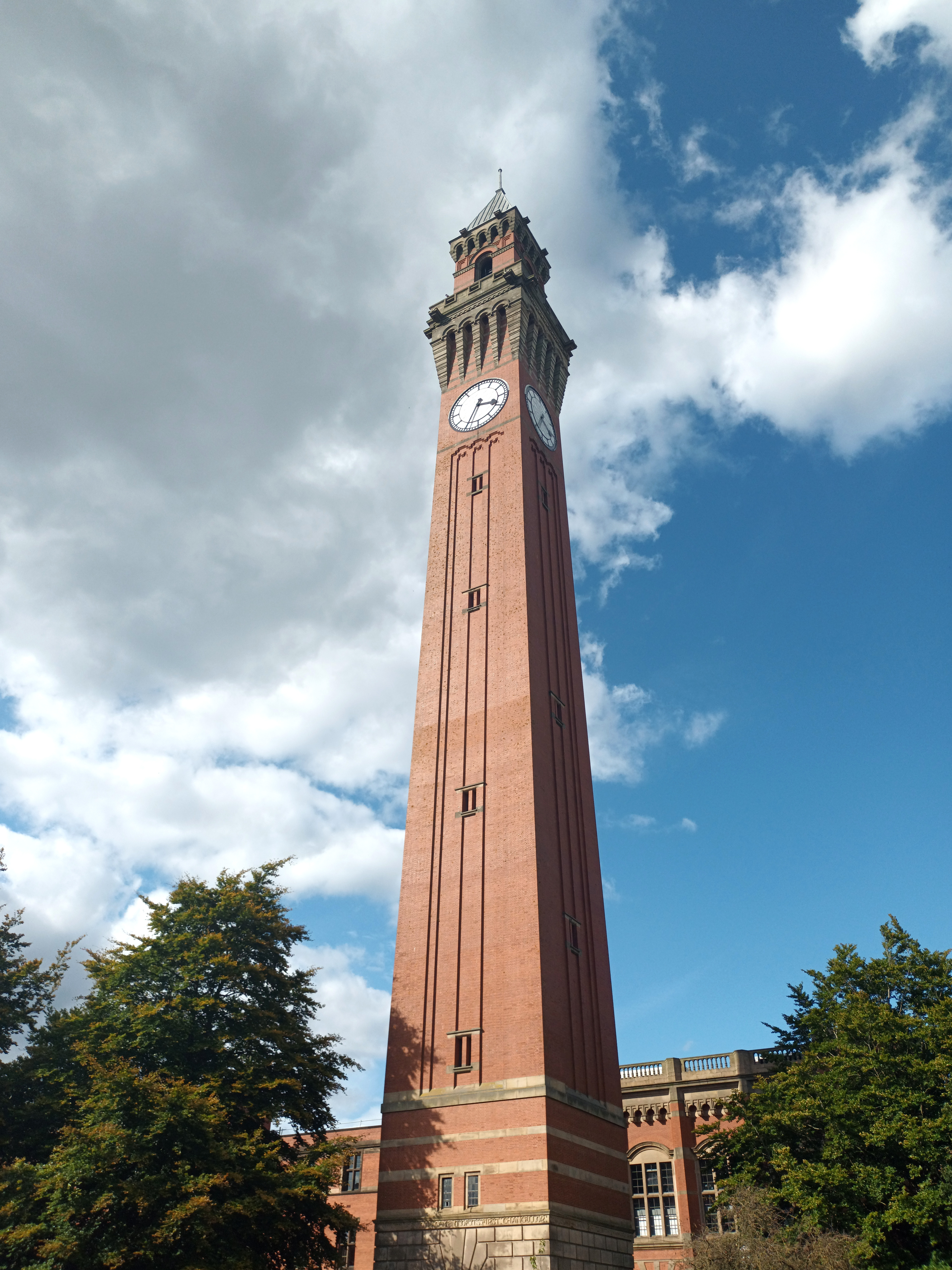
Cel mai înalt turn cu ceas de sine stătător din lume este Joseph Chamberlain Memorial Clock Tower, cunoscut și sub numele de Old Joe, situat la Universitatea din Birmingham. Are o înălțime de aproximativ și a fost finalizat în 1908

Lista celor mai înalte turnuri cu ceas din lume clasifică cele mai înalte structuri dotate la exterior cu cadrane de ceas care pot fi văzute de la sol.
Criteriile terminologice și de listare sunt în conformitate cu definițiile Consiliului pentru clădiri înalte și habitat urban (Council on Tall Buildings and Urban Habitat - CTBUH), turnurile diferențiindu-se atât de structurile ancorate, întrucât nu prezintă cabluri, tiranți sau alte structuri de susținere, cât și de clădiri, chiar dacă ambele sunt structuri autoportante. Deși multe dintre clădirile înalte („zgârie-nori”) sunt denumite turnuri, din punct de vedere tehnic acestea se diferențiază, clădirile caracterizându-se prin faptul că cel puțin 50% din suprafața acestora este spațiu ocupabil.
Categoria turnurilor cu ceas include diferite structuri care au atașate pe pereții exteriori unul sau mai multe cadrane de ceas. Unele structuri au fost construite inițial ca turnuri clopotniță, ceasul fiind adăugat mai târziu, de exemplu turnurile Catedralei din Anvers. 
Turnurile cu ceas propriu-zise sunt structuri care îndeplinesc definiția unui turn și au unul sau mai multe cadrane de ceas pe unul sau mai mulți pereți exteriori, de exemplu Turnul Elisabetei (Elizabeth Tower) din Londra, mai cunoscut sub numele colocvial de Big Ben sau Turnul Ștefan din Baia Mare.
Alte tipuri de turnuri cu ceas sunt structurile (în general clădiri) care aveau prevăzute cadrane de ceas la exterior ca parte a designului lor original, cum ar fi Clădirea Wrigley (Wrigley Building) din Chicago, dar și structurile care au avut unul sau mai multe cadrane de ceas adăugate după finalizarea construcției originale, fie la partea superioară a acesteia, precum Palatul Culturii și Științei din Varșovia sau cele două turnuri ale Catedralei din München, fie în structuri alăturate construcției de bază precum turnurile clopotniță ale bisericilor italiene din sec. XI-XVI („campanile”).
În tabel sunt incluse turnurile cu ceas existente, cu o înălțime de cel puțin 40 de metri. Ordinea este descrescătoare, în funcție de înălțimea totală a turnurilor cu ceas.
| Note: | Numele marcate cu caractere aldine reprezintă turnurile cu ceas cele mai înalte din lume în categoria din care fac parte                                                           |
| Note: | Rândurile marcate cu culoare powder blue reprezintă turnuri cu ceas de sine stătătoare                                                                                             |
| Note: | Rândurile marcate cu culoare lavender reprezintă turnuri cu ceas care sunt parte a unui ansamblu arhitectural (alăturate unei clădiri sau situate la partea superioară a acesteia) |
| Note: | Rândurile marcate cu culoare galben deschis reprezintă structuri care au fost proiectate să includă turnuri cu ceas                                                                |
| Note: | Rândurile marcate cu culoare blanched almond reprezintă structuri la care ceasul a fost adăugat ulterior finalizării construcției                                                  |

## Lista celor mai înalte turnuri cu ceas din lume
| Loc    | Nume | Imagine | Înălțime (m) | Cadrane (fețe)   | Sunet | An                                                    | Tipul structurii             | Utilizare                                          | Țară           | Oraș                                      | Observații | Note                    |
|        | |         |              |                  |       |                                                       |                              |                                                    |                |                                           | |                         |
| ------ | --- | ------- | ------------ | ---------------- | ----- | ----------------------------------------------------- | ---------------------------- | -------------------------------------------------- | -------------- | ----------------------------------------- | --- | ----------------------- |
| 1      | Turnurile cu ceas din Mecca (în arabă أبراج الساعة, transliterat: ʾAbrāj al-Sāʿaẗ) |         | 601          | 4                |       | 2012                                                  | clădire                      | hotel                                              | Arabia Saudită | Mecca                                     | Cea mai înaltă clădire cu ceas din lume | [ 2 ] [ 3 ]             |
| 2      | Clădirea NTT Docomo Yoyogi (în japoneză NTTドコモ代々木ビル, transliterat: Enu Tī Tī Dokomo Yoyogi Biru)                                                                              |         | 240          | 4                |       | 2000 (clădire), 2002 (ceas)                           | clădire                      | birouri                                            | Japonia        | Tokyo                                     | Cadranele ceasului măsoară 15 m | [ 4 ]                   |
| 3      | Palatul Culturii și Științei (în poloneză Pałac Kultury i Nauki) |         | 230,7        | 4                |       | 1955 (clădire), 2000 (ceas)                           | clădire                      | birouri (original), utilizare multiplă (prezent)   | Polonia        | Varșovia                                  | Cadranele ceasului măsoară 6,3 m | [ 5 ]                   |
| 4      | Turnul Companiei Metropolitane de Asigurări de Viață (în engleză Metropolitan Life Insurance Company Tower)                                                                           |         | 213,4        | 4                |       | 1912                                                  | clădire                      | birouri (original), birouri, hotel (prezent)       | Statele Unite  | New York                                  | Cadranele ceasului măsoară 8 m | [ 6 ]                   |
| 5      | Primăria din Philadelphia (în engleză Philadelphia City Hall) |         | 167          | 4                |       | 1901                                                  | turn (parte a unui ansamblu) | birouri                                            | Statele Unite  | Philadelphia                              | Cea mai înaltă clădire din lume între 1894 și 1908, cadranele ceasului măsoară 7,9 m | [ 7 ] [ 8 ]             |
| 6      | Clădirea Băncii Naționale Mercantile (în engleză Mercantile National Bank Building)                                                                                                   |         | 159,4        | 4                |       | 1943                                                  | clădire                      | birouri (original), birouri, apartamente (prezent) | Statele Unite  | Dallas                                    | Construcție finalizată în 1942, ceasul a fost adăugat în 1943 | [ 9 ]                   |
| 7      | Turnul Custom House (în engleză Custom House Tower) |         | 151          | 1                |       | 1916                                                  | clădire                      | birouri (original), hotel (prezent)                | Statele Unite  | Boston                                    | Cadranul ceasului măsoară 6,7 m | [ 10 ]                  |
| 8      | Clădirea Wrigley (în engleză Wrigley Building) |         | 133,5        | 1                |       | 1922                                                  | clădire                      | birouri                                            | Statele Unite  | Chicago                                   | Cadranul ceasului măsoară 5,97 m | [ 11 ] [ 12 ]           |
| 9- 10  | Biserica Sf. Mihai din Hamburg (în germană Hauptkirche Sankt Michaelis) |         | 132          | 4                |       | 1911                                                  | turn (parte a unui ansamblu) | edificiu religios                                  | Germania       | Hamburg                                   | Cel mai înalt turn cu ceas din Germania, cadranele ceasului măsoară 8 m | [ 13 ]                  |
| 9- 10  | Biserica Sf. Petru din Hamburg (în germană Hauptkirche Sankt Petri) |         | 132          | 4                |       | 1878                                                  | turn (parte a unui ansamblu) | edificiu religios                                  | Germania       | Hamburg                                   | | [ 14 ]                  |
| 11     | Catedrala Maicii Domnului din Anvers (în franceză Cathédrale Notre-Dame d'Anvers) |         | 123          | 4                |       | 1521 (turnul), sec. XVIII (ceasul)                    | turn (parte a unui ansamblu) | edificiu religios                                  | Belgia         | Antwerp                                   | Turnul este inclus în capitolul Clopotnițe din Belgia și Franța din lista Locuri din Patrimoniul Mondial UNESCO                                                                                  | [ 15 ] [ 16 ] [ 17 ]    |
| 12     | Gara Centrală a Braziliei (în portugheză Estação Central do Brasil) |         | 122          | 4                |       | 1943                                                  | clădire                      | gară                                               | Brazilia       | Rio de Janeiro                            | Cadranele ceasului măsoară 20 m | [ 18 ]                  |
| 13     | Universitatea de Stat din Moscova (în rusă Московский государственный университет имени М. В. Ломоносова, transliterat: Moskovski gosudarstvennîi universitet imeni M. V. Lomonosova) |         | 118          | 4                |       | 1953                                                  | clădire                      | clădire educațională                               | Rusia          | Moscova                                   | Universitatea are un turn central (fără ceas) de 239 m și patru turnuri pe care sunt amplasate un ceas, un barometru și un termometru. Cadranele ceasurilor măsoară 9 m                          | [ 19 ] [ 20 ]           |
| 14     | Clopotnița din Mortegliano (în italiană Campanile di Mortegliano) |         | 113,2        | 4                |       | 1959                                                  | turn (parte a unui ansamblu) | edificiu religios                                  | Italia         | Mortegliano                               | Cel mai înalt turn cu ceas din Italia | [ 21 ]                  |
| 15     | Turnul Cremona (în italiană Torrazzo di Cremona) |         | 112,12       | 1                |       | 1309                                                  | turn (parte a unui ansamblu) | edificiu religios                                  | Italia         | Cremona                                   | Cel de-al treilea cel mai înalt turn clopotniță din cărămidă din lume, cadranul ceasului măsoară 8,2 m                                                                                           | [ 22 ]                  |
| 16     | Primăria Hamburg (în germană Hamburger Rathaus) |         | 112          | 3                |       | 1897                                                  | clădire                      | administrație publică                              | Germania       | Hamburg                                   | | [ 23 ]                  |
| 17     | Primăria Milwaukee (în engleză Milwaukee City Hall) |         | 107,6        | 4                |       | 1895                                                  | clădire                      | administrație publică                              | Statele Unite  | Milwaukee                                 | Cadranele ceasului măsoară 5,5 m | [ 24 ] [ 25 ]           |
| 18     | Primăria Copenhaga (în daneză Københavns Rådhus) |         | 105,6        | 4                |       | 1905                                                  | turn (parte a unui ansamblu) | administrație publică                              | Danemarca      | Copenhaga                                 | Clădirea găzduiește și Ceasul mondial al lui Jens Olsen (Jens Olsens Verdensur) | [ 26 ]                  |
| 19     | Primăria Minneapolis (în engleză Minneapolis City Hall) |         | 105          | 4                |       | 1906                                                  | turn (parte a unui ansamblu) | administrație publică                              | Statele Unite  | Minneapolis                               | Cadranele ceasului măsoară 7,2 m | [ 27 ]                  |
| 20     | Clopotnița Primăriei Lille (în franceză Beffroi de l'hôtel de ville de Lille) |         | 104          | 4                |       | 1932                                                  | turn (parte a unui ansamblu) | administrație publică                              | Franța         | Lille                                     | Turnul este inclus în capitolul Clopotnițe din Belgia și Franța din lista Locuri din Patrimoniul Mondial UNESCO                                                                                  | [ 28 ]                  |
| 21     | Primăria veche din Toronto (în engleză Old City Hall) |         | 103,6        | 1                |       | 1899                                                  | turn (parte a unui ansamblu) | administrație publică                              | Canada         | Toronto                                   | Cadranul ceasului măsoară 6 m | [ 29 ]                  |
| 22     | Turnul cu ceas memorial Joseph Chamberlain (în engleză Joseph Chamberlain Memorial Clock Tower)                                                                                       |         | 100          | 4                |       | 1908                                                  | turn                         | clopotniță și turn cu ceas                         | Regatul Unit   | Birmingham                                | Cadranele ceasului măsoară 5,25 m | [ 19 ] [ 30 ]           |
| 23     | Catedrala Maicii Domnului (în engleză Dom zu Unserer Lieben Frau) |         | 98,5         | 3 (fiecare turn) |       | 1488                                                  | turn (parte a unui ansamblu) | edificiu religios                                  | Germania       | München                                   | Domurile au fost adăugate în 1524 | [ 31 ]                  |
| 24     | Clădirea Royal Liver (în engleză Royal Liver Building) |         | 98,2         | 4                |       | 1911                                                  | clădire                      | birouri                                            | Regatul Unit   | Liverpool                                 | Cadranele ceasurilor măsoară 7,6 m | [ 32 ]                  |
| 25     | Turnul Elisabetei (în engleză Elizabeth Tower) |         | 96           | 4                |       | 1859                                                  | turn (parte a unui ansamblu) | administrație publică                              | Regatul Unit   | Londra                                    | Parte a site-ului Palatul Westminster din lista Locuri din Patrimoniul Mondial UNESCO, cadranele ceasului măsoară 7 m                                                                            | [ 33 ] [ 34 ]           |
| 26     | Bazilica Sf. Nicolae (în italiană Minor Basilica of San Nicolò) |         | 96           | 4                |       | 1904                                                  | turn (parte a unui ansamblu) | edificiu religios                                  | Italia         | Lecco                                     | | [ 35 ]                  |
| 27     | Palatul Vechi (în italiană Palazzo Vecchio) |         | 94           | 1                |       | sec. XIV                                              | turn (parte a unui ansamblu) | administrație publică                              | Italia         | Florența                                  | | [ 36 ]                  |
| 28     | Turnul Universității Texas (în engleză University of Texas Tower) |         | 93,6         | 4                |       | 1937                                                  | clădire                      | clădire educațională                               | Statele Unite  | Austin, Texas                             | | [ 19 ] [ 37 ]           |
| 29     | Turnul Sather al Universității Berkeley din California (în engleză Sather Tower) |         | 93,5         | 4                |       | 1914                                                  | turn                         | clopotniță și turn cu ceas                         | Statele Unite  | Berkeley, California                      | Ceasul a fost adăugat în 1926 | [ 19 ] [ 38 ]           |
| 30     | Turnul-clopotniță al bisericii San Giulio (în italiană Campanile della Chiesa di San Giulio)                                                                                          |         | 93           | 4                |       | 1932                                                  | turn (parte a unui ansamblu) | edificiu religios                                  | Italia         | Castellanza                               | | [ 39 ]                  |
| 31     | Turnul bisericii Sf. Sofia (în italiană Campanile di Santa Sofia) |         | 92,5         | 1                |       | 1857                                                  | turn (parte a unui ansamblu) | edificiu religios                                  | Italia         | Lendinara                                 | | [ 40 ]                  |
| 32     | Turnul Păcii (în engleză Peace Tower) |         | 92,2         | 4                |       | 1920                                                  | turn (parte a unui ansamblu) | administrație publică                              | Canada         | Ottawa                                    | Construit pentru a comemora canadienii care și-au pierdut viața în Primul Război Mondial, cadranele ceasului măsoară 4,8 m                                                                       | [ 41 ]                  |
| 33     | Primăria Brisbane (în engleză Brisbane City Hall) |         | 92           | 4                |       | 1930                                                  | turn (parte a unui ansamblu) | administrație publică                              | Australia      | Brisbane                                  | Cadranele ceasului măsoară 4,9 m | [ 42 ]                  |
| 34     | Turnul Poporului (în italiană Torre del Popolo) |         | 91,8         | 1                |       | 1838                                                  | turn (parte a unui ansamblu) | turn cu ceas                                       | Italia         | Palazzolo sull'Oglio                      | | [ 43 ]                  |
| 35     | Turnul Springfield (în engleză Springfield Campanille) |         | 91,44        | 4                |       | 1913                                                  | turn                         | clopotniță și turn cu ceas                         | Statele Unite  | Springfield, Massachusetts                | | [ 44 ]                  |
| 36     | Clopotnița din Gent (în neerlandeză Belfort van Gent) |         | 91           | 4                |       | 1543                                                  | turn (parte a unui ansamblu) | clopotniță și turn cu ceas                         | Belgia         | Gent                                      | Turnul este inclus în capitolul Clopotnițe din Belgia și Franța din lista Locuri din Patrimoniul Mondial UNESCO                                                                                  | [ 45 ] [ 46 ]           |
| 37     | Biserica Sf. Lamberti (în germană Pfarrkirche St. Lamberti) |         | 90,5         | 1                |       | 1890                                                  | turn (parte a unui ansamblu) | edificiu religios                                  | Germania       | Münster                                   | | [ 47 ]                  |
| 38     | Clopotnița bisericii Sf. Maria (în italiană Campanile di Chiesa di Santa Maria Assunta)                                                                                               |         | 90           | 1                |       | 1893                                                  | turn (parte a unui ansamblu) | edificiu religios                                  | Italia         | Breganze                                  | | [ 48 ]                  |
| 39     | Turnul Companiei egiptene de tors și țesut (în arabă شركة مصر للغزل والنسيج, transliterat: Šarikat Miṣr li-l-ġazl wa-n-nasīǧ)                                                         |         | 90           | 4                |       | 1947                                                  | turn                         | clopotniță și turn cu ceas                         | Egipt          | El Mahalla El Kubra, Guvernoratul Gharbia | Cadranele ceasului măsoară 5,2 m | [ 49 ]                  |
| 40     | Turnul Emerson Bromo-Seltzer (în engleză Emerson Bromo-Seltzer Tower) |         | 88,1         | 4                |       | 1911                                                  | clădire                      | birouri                                            | Statele Unite  | Baltimore                                 | Cel mai mare ceas gravitațional cu patru cadrane din lume, cadranele ceasului măsoară 7,3 m | [ 50 ]                  |
| 41     | Turnul Mangia al Primăriei Siena (în italiană Torre del Mangia del Palazzo Pubblico di Siena)                                                                                         |         | 87           | 1                |       | 1349                                                  | turn (parte a unui ansamblu) | administrație publică                              | Italia         | Siena                                     | | [ 51 ]                  |
| 42     | Clopotnița din Mons (în franceză Beffroi de Mons) |         | 87           | 4                |       | 1672                                                  | turn                         | clopotniță și turn cu ceas                         | Belgia         | Mons                                      | Turnul este inclus în capitolul Clopotnițe din Belgia și Franța din lista Locuri din Patrimoniul Mondial UNESCO                                                                                  | [ 52 ]                  |
| 43     | Gara Centrală din Sydney (în engleză Central Railway Station) |         | 85,6         | 4                |       | 1921                                                  | turn (parte a unui ansamblu) | gară                                               | Australia      | Sydney                                    | Cadranele ceasului măsoară 4,77 m | [ 53 ]                  |
| 44     | Turnul cu ceas Rajabai al Universității Mumbai (în hindi राजाबाई ‌घंटाघर, transliterat: Raajaabaee ghantaaghar)                                                                             |         | 85,3         | 4                |       | 1878                                                  | turn                         | turn cu ceas                                       | India          | Mumbai                                    | Turnul este inclus în lista Locuri din Patrimoniul Mondial UNESCO | [ 19 ] [ 54 ] [ 55 ]    |
| 45     | Turnul cu ceas Allen-Bradley (în engleză Allen-Bradley Clock Tower) |         | 85,3         | 4                |       | 1963                                                  | turn (parte a unui ansamblu) | turn cu ceas                                       | Statele Unite  | Milwaukee                                 | Cadranele ceasului măsoară 12,25 m | [ 56 ]                  |
| 46     | Primăria Manchester (în engleză Manchester Town Hall) |         | 85,3         | 4                |       | 1877                                                  | turn (parte a unui ansamblu) | administrație publică                              | Regatul Unit   | Manchester                                | Cadranele ceasului măsoară 4,8 m | [ 57 ] [ 58 ]           |
| 47     | Clopotnița din Bruges (în neerlandeză Belfort van Brugge) |         | 83           | 1                |       | 1822                                                  | turn (parte a unui ansamblu) | administrație publică                              | Belgia         | Bruges                                    | Turnul este inclus în capitolul Clopotnițe din Belgia și Franța din lista Locuri din Patrimoniul Mondial UNESCO                                                                                  | [ 59 ]                  |
| 48     | Gara Sf. Pancrațiu (în engleză St Pancras railway station) |         | 82           | 4                |       | 1868                                                  | turn (parte a unui ansamblu) | gară                                               | Regatul Unit   | Londra                                    | | [ 60 ]                  |
| 49     | Clădirea Vancouver (în engleză Vancouver Block) |         | 80,7         | 4                |       | 1912                                                  | clădire                      | clădire comercială                                 | Canada         | Vancouver                                 | Cadranele ceasului măsoară 6,7 m | [ 61 ]                  |
| 50     | Primăria Nouă din München (în germană Neues Rathaus) |         | 79,25        | 4                |       | 1908                                                  | turn (parte a unui ansamblu) | administrație publică                              | Germania       | München                                   | Clădirea găzduiește Rathaus Glockenspiel, un ceas mecanic cu 43 de clopote și 32 de figurine în mărime naturală                                                                                  | [ 54 ] [ 62 ]           |
| 51     | Primăria Calais (în franceză Hôtel de ville de Calais) |         | 75           | 4                |       | 1925                                                  | turn (parte a unui ansamblu) | administrație publică                              | Franța         | Calais                                    | Turnul este inclus în capitolul Clopotnițe din Belgia și Franța din lista Locuri din Patrimoniul Mondial UNESCO                                                                                  | [ 63 ]                  |
| 52     | Primăria Arras (în franceză Hôtel de ville d'Arras) |         | 75           | 4                |       | 1554                                                  | turn (parte a unui ansamblu) | administrație publică                              | Franța         | Arras                                     | Turnul este inclus în capitolul Clopotnițe din Belgia și Franța din lista Locuri din Patrimoniul Mondial UNESCO, clădire distrusă în Primul Război Mondial și reconstruită în perioada 1924–1932 | [ 64 ]                  |
| 53     | Turnul Siemens (în germană Siemens-Turm) |         | 75           | 4                |       | 1909                                                  | turn (parte a unui ansamblu) | clădire comercială                                 | Germania       | Berlin                                    | Cadranele ceasului măsoară 7 m | [ 65 ]                  |
| 54- 55 | Clădirea feribotului din San Francisco (în engleză San Francisco Ferry Building) |         | 74,7         | 4                |       | 1898                                                  | clădire                      | terminal feribot                                   | Statele Unite  | San Francisco                             | Cadranele ceasului măsoară 6,7 m | [ 66 ] [ 67 ] [ 68 ]    |
| 54- 55 | Gara Waterbury Union (în engleză Waterbury Union Station) |         | 74,7         | 4                |       | 1909                                                  | turn (parte a unui ansamblu) | gară                                               | Statele Unite  | Waterbury, Connecticut                    | | [ 69 ]                  |
| 56     | Biblioteca Centrală a Universității Catolice din Leuven (în engleză Central Library of Catholic University of Leuven)                                                                 |         | 73,5         | 4                |       | 1928                                                  | turn (parte a unui ansamblu) | clădire educațională                               | Belgia         | Leuven                                    | Turnul este inclus în capitolul Clopotnițe din Belgia și Franța din lista Locuri din Patrimoniul Mondial UNESCO, clădire reconstruită după al Doilea Război Mondial                              | [ 70 ]                  |
| 57     | Clădirea orașului și comitatului Salt Lake (în engleză Salt Lake City and County Building)                                                                                            |         | 73           | 4                |       | 1894                                                  | turn (parte a unui ansamblu) | administrație publică                              | Statele Unite  | Salt Lake City                            | | [ 71 ]                  |
| 58     | Turnul Spasskaia (în rusă Спасская башня, transliterat: Spasskaia bașnea) |         | 71           | 4                |       | 1851                                                  | turn (parte a unui ansamblu) | turn cu ceas                                       | Rusia          | Moscova                                   | Cadranele ceasului măsoară 6,12 m | [ 72 ] [ 73 ]           |
| 59     | Turnul Halei Hainelor (în neerlandeză Lakenhal) |         | 70           | 4                |       | 1304                                                  | turn (parte a unui ansamblu) | clădire comercială                                 | Belgia         | Ypres                                     | Turnul este inclus în capitolul Clopotnițe din Belgia și Franța din lista Locuri din Patrimoniul Mondial UNESCO, reconstruit în perioada 1933–1967                                               | [ 74 ]                  |
| 60     | Clopotnița Primăriei din Charleroi (în franceză Beffroi de la mairie de Charleroi) |         | 70           | 4                |       | 1936                                                  | turn (parte a unui ansamblu) | administrație publică                              | Belgia         | Charleroi                                 | Turnul este inclus în capitolul Clopotnițe din Belgia și Franța din lista Locuri din Patrimoniul Mondial UNESCO                                                                                  | [ 75 ]                  |
| 61     | Primăria Leeds (în engleză Leeds Town Hall) |         | 68,6         | 4                |       | 1858                                                  | turn (parte a unui ansamblu) | administrație publică                              | Regatul Unit   | Leeds                                     | | [ 76 ]                  |
| 62     | Turnul cu ceas din Hussainabad (în tamilă உசைனாபாது மணிக்கூட்டுக் கோபுரம், transliterat: Ucaiṉāpātu maṇikkūṭṭuk kōpuram)                                                                           |         | 67           | 4                |       | 1881                                                  | turn                         | turn cu ceas                                       | India          | Lucknow                                   | Cadranele ceasului măsoară 3,95 m | [ 77 ]                  |
| 63     | Gare de Lyon din Paris (în franceză Paris-Gare-de-Lyon) |         | 67           | 4                |       | 1902                                                  | turn (parte a unui ansamblu) | gară                                               | Franța         | Paris                                     | | [ 78 ]                  |
| 64     | Gara Limoges-Bénédictins (în franceză Gare de Limoges-Bénédictins) |         | 67           | 4                |       | 1929                                                  | turn (parte a unui ansamblu) | gară                                               | Franța         | Limoges                                   | Cadranele ceasului măsoară 4 m | [ 79 ]                  |
| 65     | Primăria Oslo (în norvegiană Oslo rådhus) |         | 63           | 1                |       | 1950                                                  | clădire                      | administrație publică                              | Norvegia       | Oslo                                      | Clădirea găzduiește anual festivitatea decernării Premiului Nobel pentru pace, cadranele ceasului măsoară 8,6 m                                                                                  | [ 80 ]                  |
| 66     | Palatul provinciei Bari (în italiană Palazzo della Provincia di Bari) |         | 62,5         | 4                |       | 1935                                                  | turn (parte a unui ansamblu) | administrație publică                              | Italia         | Bari                                      | | [ 81 ]                  |
| 67     | Catedrala din Helsinki (în finlandeză Helsingin tuomiokirkko) |         | 62           | 1                |       | 1852                                                  | clădire                      | edificiu religios                                  | Finlanda       | Helsinki                                  | | [ 82 ] [ 83 ] [ 84 ]    |
| 68     | Primăria Bolton (în engleză Bolton Town Hall) |         | 60,35        | 4                |       | 1873                                                  | turn (parte a unui ansamblu) | administrație publică                              | Regatul Unit   | Bolton                                    | Cadranele ceasului măsoară 3,65 m | [ 85 ]                  |
| 69     | Ceasul Astronomic Messina (în italiană Orologio astronomico di Messina) |         | 60           | 4                |       | 1929 (turnul), 1933 (ceasul)                          | turn (parte a unui ansamblu) | turn cu ceas                                       | Italia         | Messina                                   | Cadranele ceasului măsoară 2,4 m | [ 86 ] [ 87 ] [ 88 ]    |
| 70     | Clopotnița din Thuin (în franceză Beffroi de Thuin) |         | 60           | 4                |       | 1641                                                  | turn                         | clopotniță și turn cu ceas                         | Belgia         | Thuin                                     | Turnul este inclus în capitolul Clopotnițe din Belgia și Franța din lista Locuri din Patrimoniul Mondial UNESCO                                                                                  | [ 89 ]                  |
| 71     | Clădirea Shell Mex (în engleză Shell Mex House) |         | 58           | 1                |       | 1930                                                  | clădire                      | birouri                                            | Regatul Unit   | Londra                                    | Cadranul ceasului măsoară 7,62 m, cel mai mare cadran de ceas din Regatul Unit | [ 90 ]                  |
| 72     | Turnul Parkinson al Universității din Leeds (în engleză Leeds University Parkinson Building)                                                                                          |         | 57           | 4                |       | 1951                                                  | turn (parte a unui ansamblu) | clădire educațională                               | Regatul Unit   | Leeds                                     | | [ 19 ] [ 91 ]           |
| 73     | Gara Indianapolis Union (în engleză Indianapolis Union Station) |         | 56,4         | 4                |       | 1888                                                  | turn (parte a unui ansamblu) | gară                                               | Statele Unite  | Indianapolis                              | | [ 92 ]                  |
| 74     | Turnul cu ceas din vechea clădire a artelor a Universității din Auckland (în engleză Old Arts Building Clock Tower)                                                                   |         | 54           | 1                |       | 1926                                                  | turn (parte a unui ansamblu) | clădire educațională                               | Noua Zeelandă  | Auckland                                  | | [ 19 ] [ 93 ]           |
| 75     | Turnul McGraw al Universității Cornell (în engleză McGraw Tower) |         | 52,7         | 4                |       | 1891                                                  | clădire                      | clădire educațională                               | Statele Unite  | Ithaca, New York                          | Construit inițial ca librărie, găzduiește un muzeu și un ansamblu de 21 de clopote (Cornell Chimes)                                                                                              | [ 19 ] [ 94 ]           |
| 76     | Clădirea principală a Universității din Santo Tomas (în filipineză: Pangunahing Gusali ng Unibersidad ng Santo Tomas)                                                                 |         | 51,5         | 4                |       | 1927                                                  | turn (parte a unui ansamblu) | clădire educațională                               | Filipine       | Manila                                    | | [ 19 ]                  |
| 77     | Turnul Ștefan din Baia Mare |         | 50           | 4                |       | 1468 (turnul), sec. XVII (ceasul), 1899 (reconstruit) | turn                         | turn cu ceas                                       | România        | Baia Mare                                 | Turnul-clopotniță al fostei biserici Sfântul Rege Ștefan, vechiul orologiu mecanic (din sec. XVII) a fost înlocuit cu un mecanism electronic                                                     | [ 95 ]                  |
| 78     | Turnul-clopotniță al Universității California din Riverside (în engleză UC Riverside Bell Tower)                                                                                      |         | 49,1         | 4                |       | 1966                                                  | turn (parte a unui ansamblu) | clădire educațională                               | Statele Unite  | Riverside, California                     | | [ 96 ] [ 97 ]           |
| 79     | Turnul-clopotniță al Universității Purdue (în engleză Purdue Bell Tower) |         | 48,8         | 4                |       | 1995                                                  | turn                         | clădire educațională                               | Statele Unite  | West Lafayette, Indiana                   | | [ 98 ]                  |
| 80     | Gara Centrală din Helsinki (în finlandeză Helsingin päärautatieasema) |         | 48,5         | 4                |       | 1914                                                  | turn (parte a unui ansamblu) | gară                                               | Finlanda       | Helsinki                                  | | [ 99 ]                  |
| 81     | Turnul cu ceas din Montreal (în engleză Montreal Clock Tower) |         | 45           | 4                |       | 1922                                                  | turn                         | turn cu ceas                                       | Canada         | Montreal                                  | Cadranele ceasului măsoară 3,6 m | [ 100 ]                 |
| 82     | Gara Portland Union (în engleză Portland Union Station) |         | 45           | 4                |       | 1896                                                  | turn (parte a unui ansamblu) | gară                                               | Statele Unite  | Portland                                  | | [ 101 ]                 |
| 83     | Turnul cu ceas Hong Kong (în chineză: 尖沙咀鐘樓, transliterat: Jiānshājǔ zhōnglóu)                                                                                                   |         | 44           | 4                |       | 1915                                                  | turn                         | gară (original)                                    | China          | Hong Kong                                 | Inițial a fost parte a unui terminal feroviar | [ 102 ] [ 103 ] [ 104 ] |
| 84- 85 | Turnul cu ceas al Memorialului Albert (în engleză Albert Memorial Clock Tower) |         | 43           | 4                |       | 1869                                                  | turn                         | turn cu ceas                                       | Regatul Unit   | Belfast                                   | | [ 105 ]                 |
| 84- 85 | Clădirea Ripon (în tamilă ரிப்பன் கட்டடம், transliterat: Rippaṉ kaṭṭaṭam) |         | 43           | 1                |       | 1913                                                  | turn (parte a unui ansamblu) | administrație publică                              | India          | Chennai                                   | | [ 106 ] [ 107 ]         |
| 86     | Clopotnița din Aalst (în neerlandeză Belfort van Aalst) |         | 42           | 4                |       | 1460                                                  | turn (parte a unui ansamblu) | administrație publică                              | Belgia         | Aalst                                     | Turnul este inclus în capitolul Clopotnițe din Belgia și Franța din lista Locuri din Patrimoniul Mondial UNESCO                                                                                  | [ 108 ]                 |
| 87     | Gara Centrală din Chennai (în tamilă சென்னை மத்திய தொடருந்து நிலையம், transliterat; Ceṉṉai mattiya toṭaruntu nilaiyam)                                                                            |         | 41,5         | 1                |       | 1873                                                  | turn (parte a unui ansamblu) | gară                                               | India          | Chennai                                   | | [ 109 ]                 |
| 88     | Clădirea Sultan Abdul Samad (în malaieză Bangunan Sultan Abdul Samad) |         | 41           | 1                |       | 1897                                                  | turn (parte a unui ansamblu) | birouri                                            | Malaysia       | Kuala Lumpur                              | | [ 110 ] [ 111 ]         |
| 89     | Turnul Sălii Breslelor din Kingston upon Hull (în engleză Guildhall, Kingston upon Hull)                                                                                              |         | 41           | 1                |       | 1914                                                  | turn (parte a unui ansamblu) | administrație publică                              | Regatul Unit   | Kingston upon Hull                        | | [ 112 ]                 |
| 90     | Clopotnița din Dendermonde (în neerlandeză Belfort van Dendermonde) |         | 40,3         | 4                |       | 1377                                                  | turn (parte a unui ansamblu) | administrație publică                              | Belgia         | Dendermonde                               | Turnul este inclus în capitolul Clopotnițe din Belgia și Franța din lista Locuri din Patrimoniul Mondial UNESCO                                                                                  | [ 113 ]                 |
| 91- 93 | Clopotnița din Dunkerque (în franceză Beffroi de Dunkerque) |         | 40           | 4                |       | sec. XV                                               | turn                         | clopotniță și turn cu ceas                         | Franța         | Dunkerque                                 | Turnul este inclus în capitolul Clopotnițe din Belgia și Franța din lista Locuri din Patrimoniul Mondial UNESCO, inițial turn al Bisericii Saint Éloi                                            | [ 114 ]                 |
| 91- 93 | Turnul Monetăriei (în neerlandeză Munttoren) |         | 40           | 4                |       | 1487                                                  | turn                         | clopotniță și turn cu ceas                         | Țările de Jos  | Amsterdam                                 | Parte a zidului medieval de apărare a orașului Amsterdam | [ 115 ]                 |
| 91- 93 | Gara Metz-Ville (în franceză Gare de Metz-Ville) |         | 40           | 4                |       | 1908                                                  | turn (parte a unui ansamblu) | gară                                               | Franța         | Metz                                      | | [ 116 ]                 |